# Raymond Duvall
Raymond Douglas Duvall ist ein US-amerikanischer Politikwissenschaftler.

## Leben
Er erwarb an der University of Pennsylvania den A.B. 1969 in Politikwissenschaft und an der Northwestern University den M.A. 1970 (Functionalism and the World Health Organization: A Time Series Analysis) und den Ph.D. 1975 (International Stratification: Concept and Theory). Er lehrt seit 1985 als Professor für Politikwissenschaft an der University of Minnesota.
Seine Forschungsschwerpunkte sind kritische politische Ökonomie, kritische internationale Beziehungen, Global Governance, soziale Institutionen des globalen Kapitalismus und kritische Sicherheitsstudien.

## Schriften (Auswahl)
- als Herausgeber mit Jutta Weldes, Mark Laffey und Hugh Gusterson: Cultures of insecurity. States, communities, and the production of danger. Minneapolis 1999, ISBN 0-8166-3307-X.
- als Herausgeber mit Michael Barnett: Power in global governance. Cambridge 2005, ISBN 0-521-54952-3.